# Saqani Seaplane Base
Saqani Seaplane Base är en flygbas i Fiji.   Den ligger i divisionen Norra divisionen, i den nordöstra delen av landet, 180 km nordost om huvudstaden Suva.
Terrängen runt Saqani Seaplane Base är huvudsakligen kuperad, men den allra närmaste omgivningen är platt. Havet är nära Saqani Seaplane Base åt sydväst. Runt Saqani Seaplane Base är det glesbefolkat, med 15 invånare per kvadratkilometer. Närmaste större samhälle är Savusavu, 3,8 km sydväst om Saqani Seaplane Base. I omgivningarna runt Saqani Seaplane Base växer i huvudsak städsegrön lövskog.